# Olivier Cuendet
Olivier Cuendet, né le 6 novembre 1953 à Lausanne, est un musicien, chef d'orchestre, directeur de conservatoire, compositeur, arrangeur et artiste-peintre vaudois.

## Biographie
Olivier Cuendet étudie l'orgue et la direction musicale à La Chaux-de-Fonds, obtenant son diplôme en 1976, puis se perfectionne en Italie d'abord, auprès de Franco Ferrara à Venise, et à la Santa Cecilia de Rome, en 1976-1978. Il devient alors assistant au Théâtre La Fenice de Venise (1977-1979). Il se rend alors aux États-Unis en 1979-1980, à Tanglewood où il étudie auprès de Seiji Ozawa et de Leonard Bernstein ainsi qu'à la Juilliard School de New-York. Il compte également parmi ses maîtres Igor Markevitch, et Rafael Kubelik. En 1983, il est lauréat du concours de chefs d'orchestre N. Malko à Copenhague. Dès lors, il dirige dans toute l’Europe.
Olivier Cuendet est d'abord directeur artistique et chef titulaire l'Orchestre de Caen en France de 1992 à 1995 puis du Västerås Sinfonietta en Suède de 1995 à 1998. Il a collaboré avec des solistes comme Maria-Joao Pirès, James Bowmann, Thomas Zehetmaier ou Uri Caine. Son répertoire de concert s'étend de la musique baroque à la musique contemporaine, qu'il affectionne. Étant lui-même compositeur et peintre, il a à cœur de faire le lien entre création et interprétation. Il a dirigé de nombreuses créations mondiales de compositeurs comme György Kurtág, Franco Donatoni, Olga Neuwirth, Pascal Dusapin ou Heinz Holliger et a lui-même composé plusieurs pièces pour ensemble. À la demande du compositeur hongrois György Kurtág et de son fils, Olivier Cuendet orchestre leur quatuor Zwiegespräch, dont la première partie est créée en 2012 à Budapest sous la direction de Gabor Takacs et doit être publiée par Editio Musica Budapest. Olivier Cuendet mène également une carrière à l'opéra, débutée en 1978 au théâtre La Fenice de Venise, où il a dirigé une production de Giselle avec Rudolf Nureyev. Il a monté ensuite de nombreux ballets et opéras, allant de Monteverdi à la période contemporaine, en France, en Suède, en Espagne, en Afrique du Sud, au Brésil et en Suisse. En 2006, Olivier Cuendet crée l'ensemBle baBel avec lequel il explore tous les répertoires à travers transcriptions, collages et improvisation. L'ensemble fait de nombreuses tournées de l'Afrique du Sud à l'Islande et des États-Unis à la Russie et réalise en 2012 cent concerts pour le centenaire de la naissance de John Cage. Il a dirigé l'Orchestre philharmonique de Radio-France, l'Orchestre philharmonique de Nice, l'Orchestre symphonique de la Radio autrichienne, l'Orchestre du théâtre la Fenice de Venise, l'Orchestre de la Radio suédoise, l'Orchestre philharmonique de Mexico, l'Orchestre de la Suisse Romande, l'Orchestre de Chambre de Lausanne, l'Orchestre de Chambre de Genève, le Zürcher Kammerorchester, le Basel Sinfonieorchester, l'Orchestre symphonique de Berne, l'Orchestre de la Suisse italienne, ainsi que l'Ensemble InterContemporain (Paris), le Klangforum Wien (Vienne), l'Ensemble Contrechamps (Genève), l'Ensemble 2E2M, l'Ensemble Musiques Nouvelles (Belgique), l'Orchestrutopica (Lisbonne), le Moscow Contemporary Music Ensemble, le MusikFabrik (Cologne), le Neuw Ensemble (Amsterdam) et l'Avanti! Ensemble (Helsinki). De 1998 à 2001, Olivier Cuendet occupe le poste de directeur du Conservatoire de Lausanne. Durant cette période, Olivier Cuendet crée, en 1999, l'Atelier Lyrique de Lausanne, destiné à la formation des chanteurs d'opéra. Il devient ensuite, de 2002 à 2006, coordinateur du département de chant de la Haute École de musique de Genève. Olivier Cuendet est également peintre et a présenté sa première exposition en 2007 à la galerie Planque à Lausanne.Parmi ses compositions, on mentionnera Le Milieu, Llum (2003), pour chœur, percussion et hautbois, As (2003) pour clarinette, violon, alto, violoncelle et guitare, Étude pour un portrait (2004) pour flûte, clarinette, basson, piano, voix, violon, alto, violoncelle et percussion, Couleur gris (2005) pour flûte, hautbois, clarinette, basson, piano, deux violons, alto et violoncelle et ... toute frelore... (2010), pour voix, flûte, clarinette/clarinette basse, piano, mélodica, violon et violoncelle, sur un texte de Clément Jannequin. À ces œuvres on peut ajouter ses arrangements et orchestrations de canons de Bach, de madrigaux de Monteverdi, d'une Canzone a 12 de Gabrieli et de Zwiegespräch et d'Officium breve pour cordes de G. Kurtág, et, actuellement, de Jatetok du même compositeur.
Entre 2011 et 2013, Olivier Cuendet a également été le premier chef invité de l'Opéra de Perm et du Chœur et de l'orchestre MusicAeterna, en Russie. Il prépare actuellement la réalisation, l'édition et la création de plusieurs orchestrations nouvelles d'œuvres de György Kurtág ; des concerts en 2014 en Russie, à Cuba et en Suisse, ainsi que la création d’œuvres orchestrées pour piano de Kurtág à la Scala de Milan ; en 2015, des concerts en Finlande, Russie, Hongrie et à New-York.

## Sources
- « Olivier Cuendet », sur la base de données des personnalités vaudoises sur la plateforme « Patrinum » de la Bibliothèque cantonale et universitaire de Lausanne.
- Roth, Jean-Jacques, "Le Conservatoire de Lausanne en révolution", Le Temps, 1998/10/06
- Combremont, Patrick, "Le Conservatoire de Lausanne sans directeur", Le Temps, 2001/07/25
- Chenal, Matthieu, "Olivier Cuendet orchestre Kurtág", 24 Heures, 2011/04/09, p. 33
- Pastori, Jean-Pierre, "Un chef lausannois en Russie", 24 Heures, 2012/05/31, p. 31
- Poget, "Le retour de l'ancien directeur du Conservatoire", 24 Heures, 2007/01/26, p. 22
- Sykes, Julian, "Le Conservatoire de Lausanne change de tête", Le Temps, 2001/09/01.